# 普雷塞納峰
46°13′11″N 10°35′11″E / 46.21966°N 10.58652°E
普雷塞納峰（義大利語：Cima Presena），是意大利的山峰，位於該國北部，由特倫蒂諾-上阿迪傑大區負責管轄，屬於阿達梅洛-普雷薩內拉阿爾卑斯山脈的一部分，海拔高度3,059米，每年平均降雨量1,357毫米。